# 28-я стрелковая дивизия (СССР, 1918)

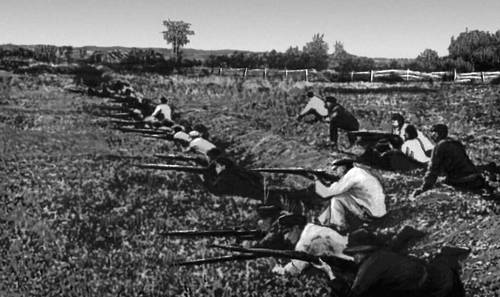
Красные латышские стрелки и пулемётчики в окопах под Ижевским Заводом.

28-я стрелковая дивизия — формирование (соединение, стрелковая дивизия) стрелковых войск Красной Армии, сформированное в сентябре 1918 году, личный состав соединения в Гражданскую войну вёл бои на Восточном (против Колчака) и Южном (против Деникина) фронтах за освобождение Елабуги, Сарапула, Ижевского Завода, Воткинского Завода, Красноуфимска, Екатеринбурга, Камышина, Царицына.
Полное наименование, по окончании гражданской войны — 28-я Горская Краснознамённая стрелковая дивизия имени В. М. Азина

## История
Сформирована 17 сентября 1918 года из войск Правобережной Группы 2-й армии под наименованием 2-й Сводной стрелковой дивизии. 8 декабря 1918 года была переименована в 28-ю стрелковую дивизию, на основании разработанного в ноябре 1918 года плана развития полевых войск РККА который предусматривал сформирование 47 номерных стрелковых дивизий, включавших в себя управления, 116 стрелковых бригад и 339 стрелковых полков. На Восточном фронте были созданы 11 стрелковых дивизий — № 20 — № 22, № 24 — № 31. В ходе гражданской войны в 1918 году 28 сд принимала участие в Казанской и Ижевско-Воткинской операциях.
В 1919 году дивизия стрелков участвовала в контрнаступлении Восточного фронта и взятии Елабуги, Ижевского и Воткинского Заводов, Красноуфимска и Екатеринбурга. В августе этого же года была переброшена на Южный фронт, где она в составе 10-й армии вела бои в районе Камышина и Царицына.
В 1920 году 28 сд участвовала в Северо-Кавказской операции, предпринятой с целью разгрома белой армии на Дону и Северном Кавказе. Затем дислоцировалась в Дербенте (апрель 1920 года), Баку (с мая 1920 года) и Ленкорани (с октября 1920 года), где до октября 1921 года вела борьбу с бандитизмом.
В апреле 1920 года в состав дивизии были влиты части Сводной стрелковой дивизии 11-й армии, а в мае 1921 года — расформированной 32-й стрелковой дивизии. В декабре 1921 года ей было присвоено почётное наименование «Царицынская». 15 марта 1922 года переименована в «Горскую». Впоследствии стала именной сд, носила имя первого командира дивизии В. М. Азина, который на этом посту на реке Маныч попал в засаду, плен 17.2.1920 и погиб будучи зверски замучен.

Как отличнику, мне предоставлялось право выбора места дальнейшей службы. Не колеблясь, выбрал Владикавказ (Орджоникидзе), где в ту пору размещался 84-й стрелковый полк 28-й Горской стрелковой дивизии имени В. М. Азина. До поступления в военную школу я уже командовал в этом полку стрелковым взводом, имел там много боевых друзей, вместе с которыми участвовал в ликвидации белогвардейских банд на Северном Кавказе.— На дальневосточных рубежах, Исполнение долга, Г. И. Хетагуров.
В 1936 году переформирована в 28-ю горнострелковую дивизию.

## Состав
К 30 октября 1918 года в составе дивизии Азина были 4 424 штыков, 849 сабель, 27 орудий и два бронепоезда.

### с 28 мая 1919 года[1]
1-я бригада:
- 244-й стрелковый полк
- 245-й стрелковый полк
- 246-й стрелковый полк

2 бригада:
- 247-й стрелковый полк
- 248-й стрелковый полк (ранее 3-й Петроградский полк)
- 249-й стрелковый полк

3 бригада:
- 250-й стрелковый полк
- 251-й стрелковый полк
- 252-й стрелковый полк (ранее 4-й Петроградский полк)

Дивизионы:
- 1-й дивизион 28-й стрелковой дивизии (1, 2 и 3 батареи)
- 2-й дивизион 28-й стрелковой дивизии (4, 5 и 6 батареи)
- 3-й дивизион 28-й стрелковой дивизии (7, 8 и 9 батареи)

### с 31 июля 1922 года по 31 декабря 1924 года
- Управление (штаб)
- 82-й стрелковый полк
- 83-й стрелковый полк
- 84-й стрелковый полк

### 1931 год (дислокация)
- Управление (Владикавказ)
- 82-й стрелковый полк] (Грозный)
- 83-й стрелковый полк (Буйнакск)
- 84-й стрелковый полк (Владикавказ)
- 28-й артиллерийский полк (Владикавказ)

## В составе
| Дата    | В составе                |
| ------- | ------------------------ |
| 09.1918 | 2-й армии                |
| 08.1919 | 10-й армии               |
| 04.1920 | 11-й армии               |
| 05.1921 | 1-го Кавказского корпуса |
| 10.1921 | СКВО                     |

## Комсостав

### Начальники, командиры
- В. М. Азин (18 сентября 1918 года — 17 февраля 1920 года) — первый командир дивизии;
- К. И. Рыбаков (17 — 28 февраля 1920 года) — временно исполняющий должность командира дивизии;
- Г. Ф. Мазуров (27 февраля — 20 апреля 1920 года);
- Н. А. Нестеровский (20 апреля — 27 ноября 1920 года);
- А. Г. Ширмахер (1921—1922);
- Василенко, Матвей Иванович 22.08.1923 — 25.12.1923
- Л. Я. Угрюмов (11.04.1924 — 02.04.1925);
- А. Д. Козицкий (21.04.1925 — 8.12.1932);
- Милюнас Иосиф Антонович(19?? — 1936), комбриг

### Военкомы
- Кузьмин, Фёдор Кузьмич (18.09. — 2.10.1918)
- Зорин Д. Ф. (2.10. — 22.12.1918)
- Сергеев Владимир Сергеевич (16.12.1918 — 15.01.1919)
- Аронштам, Илья Наумович (5.06.1919)
- Пылаев, Георгий Николаевич (15.01. — 4.10.1919)
- Большаков Владимир Сергеевич (с 9.06.1919)

### Начштаба
- Пашковский, Константин Казимирович (19.09. — 22.11.1918)
- Контрим, Константин Владиславович (16.12.1918 — 10.02.1919)
- Овчинников, Нестор Емельянович, врид (10.02.1919 — 21.04.1920)
- Заколодкин Анатолий Федорович (май — сентябрь 1921)

## Знаки отличия
- 1921 год — награждена Почётным Революционным Красным Знаменем.
- декабрь 1921 года — присвоено почётное наименование «Царицынская».
- 15 марта 1922 года — присвоено (переименована) почётное наименование «Горская».
- 19?? — именная, имени В. М. Азина.